# آبامیا
آبامیا (به اسپانیایی: Abamia) در اسپانیا است که در آستوریاس واقع شده‌است.